# Newcastle (Shropshire)
Newcastle – wieś w Anglii, w hrabstwie Shropshire, leżąca w civil parish Newcastle on Clun. Leży 39 km na południowy zachód od miasta Shrewsbury i 229 km na północny zachód od Londynu. W 2011 civil parish liczyła 319 mieszkańców.